# 電子部品

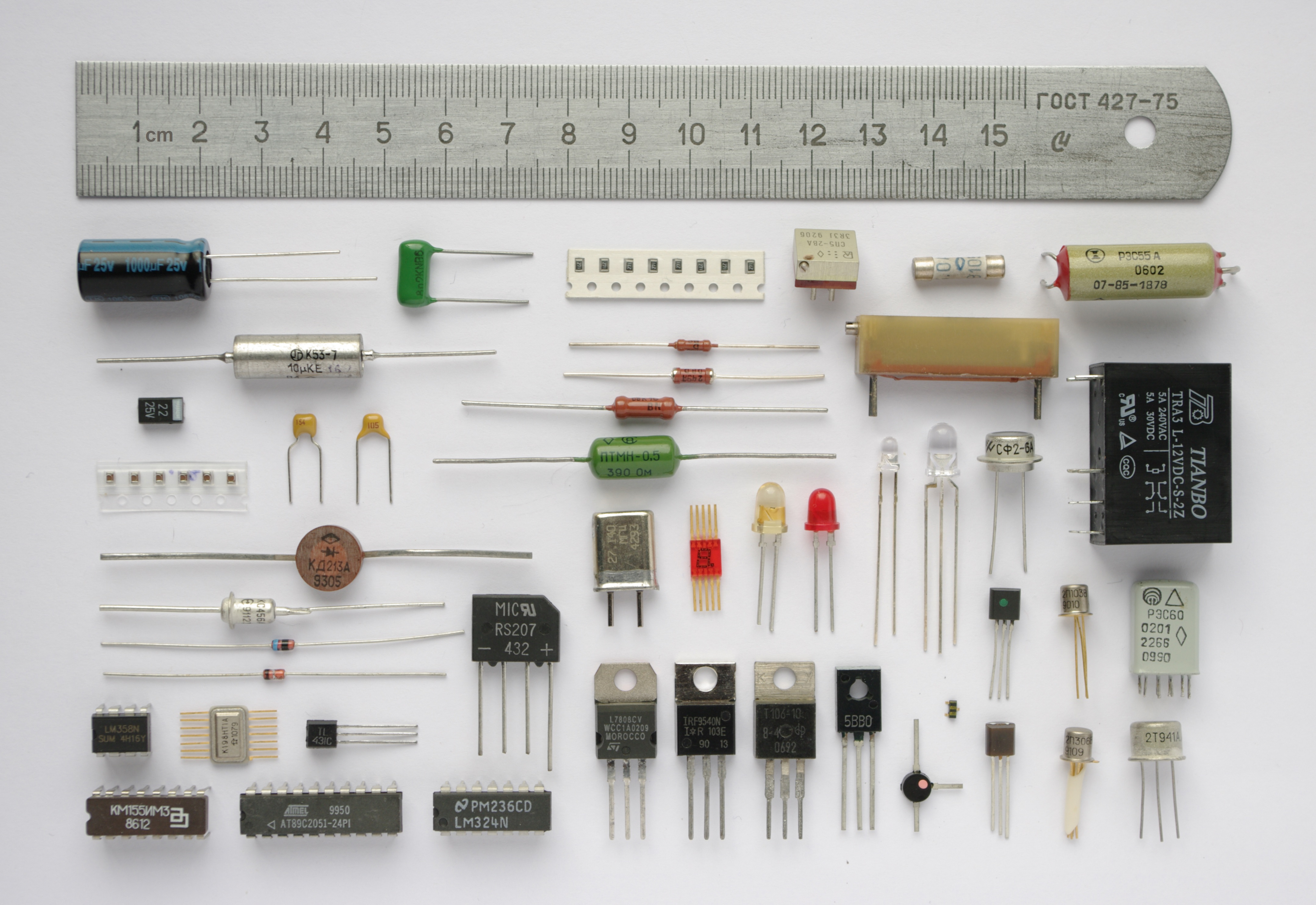
さまざまな電子部品

電子部品（でんしぶひん、英: electronic component）とは、電子回路の部品のことである。

## 概説
いくつかの分類法があり、能動素子、受動素子、その他、に分ける方法などがある。→#分類法
電子部品の次のような点を押さえると、よりうまく電子回路を組むことができる。
1.部品の種類
同一名称の部品でも、様々な種類があり、それぞれの特徴を知り、使い分ける。
2.規格
各部品ごとに考慮すべき規格が定められている。→#規格
3.最大定格
部品ごとに最大定格（使用の前提とされている範囲）があり、越えると寿命が縮んだり即壊れたりするので、適度に余裕を持たせる。
4.寸法や取り付け方法
同一種の部品でも、大型/小型がある場合や絶縁が必要な場合もあり、特徴で使い分ける。
5.発熱への配慮
電子部品の多くは発熱するので、特に大電流を扱う部品は放熱のしくみを考慮する。

## 分類法
様々な分類法がある。
ひとつの分類法は「素子 (そし)」と呼ばれる単機能の部品群と「その他の機構部品」などに大分類し、
前者の「素子」を、さらに非線形や増幅などの動作をする素子である能動素子、および、そうした動作をしない受動素子に下位分類する、という方法である。
- 素子
  - 能動素子（ダイオードやトランジスタなど）
  - 受動素子（「LCR」などと呼ばれる、インダクタンスや静電容量や電気抵抗を発生させる素子）
- その他の機構部品

また次のような用語で分類する方法もある。
- 能動部品

　　能動素子単体および能動素子を組み合わせた部品（トランジスタ、IC、ダイオード、オペアンプなど）
- 受動部品

　　抵抗、コイル、コンデンサなど。
- 補助部品

　　素子（間）を接続/切断したり、固定するための部品（リレー、スイッチ、コネクタ、基板、端子、線材など）。

## 具体的な電子部品の例

### 素子

#### 能動素子
- 電子管
  - 真空管
  - 進行波管（クライストロン）
- 半導体素子
  - トランジスタ
  - ダイオード

#### 受動素子
- 抵抗器
- キャパシタ
- インダクタ、トランス
- コンデンサ[2]

### その他
以下の分類はあくまで一例である。
- 高機能部品
  - 集積回路
- 高機能真空管類
  - マグネトロン
- 映像入出力
  - 撮像素子
  - ブラウン管、プラズマ・ディスプレイ
  - 液晶ディスプレイ
- 電磁石関係
  - 電磁石、ソレノイド、メーター
  - 電気モーター
  - リレー
  - スピーカー
- 圧電素子
  - 振動子（水晶振動子、セラミック発振子）
- 熱・光
  - 電球、蛍光灯、放電灯
  - ヒーター、電熱線
- 電源
  - 電池
- 配線関係
  - 電線
  - プリント基板、ブレッドボード
  - コネクタ、ソケット、プラグ
- 保安
  - スイッチ
  - ヒューズ
- 電波との変換
  - アンテナ
- 熱処理
  - ヒートシンク

## 規格
電子部品のリード線は、小型のものを除いて、2.54mm (=0.1インチ<in>)単位で配置されていることが多い。これはヤード・ポンド法 (1in = 25.4mm)が広く使われているアメリカ合衆国で多くの部品が開発されたためで、それに合わせて2.54mm間隔で格子状に穴の開いているユニバーサル基板（穴あき基板）なども販売されている。
抵抗器などは、規格を数字で表示するスペースが無いため、カラーコードにより値を表示する。抵抗器#表示を参照。

### チップ部品

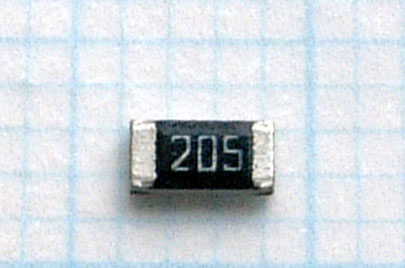
チップ抵抗器

1980年代以降からは、能動部品であるICの多くがそれまでの挿入実装技術 (THT; through hole technology) に代わって表面実装技術 (SMT; surface mount technology) を採用しはじめ、同時に受動部品でもそれまでの挿入実装用のリード線を延ばした形状から微細なチップ形状にすることで表面実装に対応するようになった。携帯電話やデジタルカメラなど、1990年代以降に登場した携帯型電子製品のほとんどは、薄いプリント基板上に微細な電子部品を表面実装によって緻密に実装することで小型・軽量化を達成している。
これらは「チップ型」と呼ばれる非常に小さい受動部品（チップ部品）であり、チップ抵抗、チップコンデンサ、チップインダクタなどと呼ばれ、大きさにより、3216サイズ (3.2mm x 1.6mm)、2012(2125)サイズ (2.0mm x 1.25mm)、1608サイズ (1.6mm x 0.8mm)、1005サイズ (1.0mm x 0.5mm)、0603サイズ (0.6mm x 0.3mm)、0402サイズ (0.4mm x 0.2mm) などに分類される。チップ化によって小型軽量化だけでなく、無用な寄生容量や抵抗、インダクタンスが最小化できることから特性が向上し、材料の減少から低コスト化が、構成の単純化や軽量化から信頼性向上などが図れる。
非常に軽量なため、条件次第でははんだ付けしても片側が浮き上がることがある。片側が持ち上がった素子を墓石（Tombstone）に見立て「トゥームストーン現象」、マンハッタンに建ち並び高層ビルに見立て「マンハッタン現象」などと呼ぶ。
なお、欧米メーカーではインチのサイズ表記を用いていることが多く、その場合、ミリ表記の1608はインチ表記では0603、ミリ表記の1005はインチ表記では0402となるので紛らわしく注意が必要である。
抵抗とコンデンサは、樹脂製のエンボステープに1個ずつ収められて1巻1万個ほどのリールパッケージで生産現場へ供給されるか、省資源／省コストから110mm×12mm×36mmのバルクケースにバラバラのまま格納されて供給されることが一般的である。インダクタは、リールパッケージを用いるのが一般的である。

## 需要
昨今では、電気自動車の普及や、IoT/AIの進展により全世界的に電子部品、特にチップ部品の需要が高まっている。